# Prosaptia stenobasis
Prosaptia stenobasis är en stensöteväxtart som först beskrevs av Bak., och fick sitt nu gällande namn av Carl Frederik Albert Christensen och Tard. Prosaptia stenobasis ingår i släktet Prosaptia och familjen Polypodiaceae. Inga underarter finns listade.